# FIFA 12
FIFA 12 (FIFA Soccer 12 en Amérique du Nord) est un jeu vidéo de football développé par EA Canada et édité par Electronic Arts, commercialisé en 2011 sur Microsoft Windows, PlayStation 3, Xbox 360, Nintendo 3DS, PlayStation Portable, PlayStation Vita, PlayStation 2 et Wii. C'est le dix-huitième jeu de la franchise FIFA Football et la suite de FIFA 11. La version PlayStation Vita s'intitule simplement FIFA Football.
Une Ultimate Edition était disponible au lancement du jeu. Elle donnait la possibilité d'obtenir 24 packs Gold Ultimate Team (4 par mois pendant six mois) dans la mode de jeu Ultimate Team.

## Système de jeu

### Nouveautés
EA Sports a révélé dans une vidéo de FIFA 12 le nouveau système "Impact Engine". Cela permettra d'avoir des collisions entre les joueurs plus réalistes,. Depuis FIFA 11, le jeu possède un nouveau système de modélisation. Dans ce nouveau titre, plusieurs équipes bénéficient de cette nouvelle technologie, comme l'Inter Milan, l'AC Milan, la Juventus, Arsenal, Chelsea, Manchester United, Manchester City, Aston Villa, le FC Barcelone ou encore le Real Madrid.
Également, un tout nouveau système de défense est présent dans FIFA 12. Nommé Tactical Defending, il change fondamentalement l'approche de la défense en plaçant une importance égale sur le positionnement, l'interception des passes et les tacles. FIFA 12 sera le tout premier épisode de la série FIFA Football à bénéficier des commentaires dans la langue arabe ; les commentateurs sont Issam Chawali et Abdullah Mubarak Al-Harby. Les joueurs peuvent à présent faire des dribbles tout en se protégeant des adversaires, ce qui signifie qu'il est possible de se déplacer sur tout le terrain en protégeant la balle de ses adversaires.
Quatre nouvelles équipes nationales sont présentes dans FIFA 12 incluant celles du Chili, de Colombie, d'Égypte et du Pérou. Trois nouveaux stades sont également présents et incluent BC Place Stadium (Whitecaps de Vancouver (MLS), Canada), Etihad Stadium (Manchester City, Angleterre) et Juventus Arena (Juventus, Italie).

### Mode carrière
En mode carrière, une fonction nommée Interaction avec la Presse permet de consulter la presse avant le match pour parler de l'équipe, de l'équipe adverse, de l'entraîneur de l’équipe adverse, de l’un de ses joueurs et des résultats précédents. Ces commentaires peuvent affecter les joueurs. De plus, le coût des joueurs est plus réaliste vis-à-vis de leur potentiel. L’Intelligence artificielle est plus agressive, les propositions de transferts étant souvent rejetées. Il existe 25 scénarios différents dans le mode carrière. La diversité des blessures est accrue et sont plus réelles[réf. nécessaire]. Il est possible d'avoir jusqu’à trois recruteurs qui peuvent être envoyés à travers le monde à la recherche de joueur pour le centre de formation du club. Ils peuvent être affectés à une région précise[réf. nécessaire].

## Bande-son
1. "Open Your Eyes" - Alex Metric and Steve Angello
2. "Break The Spell" - All Mankind
3. "Escapee" - Architecture in Helsinki
4. "Só Tem Jogador" - Bloco Bleque / Gabriel o Pensador
5. "No Problem" - Chase & Status
6. "Not In Love" - Crystal Castles and Robert Smith
7. "Hits Me Like a Rock" - Cansei De Ser Sexy
8. "Where I'm Going" - Cut Copy
9. "Circles" - Digitalism
10. "Bombay (Fresh Touch Dub Mix)" - El Guincho
11. "Sabor Tropical" - Empresarios
12. "Call It What You Want" - Foster the People
13. "Up Up Up" - Givers
14. "The World Is Yours" - Glasvegas
15. "Stare Into The Sun" - Graffiti6
16. "Colours (Captain Cutz Remix)" - Grouplove
17. "Let Go" - Japanese Popstars
18. "Switchblade Smiles" - Kasabian
19. "El Buen Salvaje" - La Vida Bohème
20. "Nightlight" - Little Dragon
21. "Una Sola Voz" - Macaco
22. "Verstrahlt" - Marteria / Yasha
23. "The Phoenix Alive (Kris Menace Remix)" - Monarchy
24. "Twisted Soul" - Pint Shot Riot
25. "Got It All (This Can't Be Living Now)" - Portugal. The Man
26. "The Big Bang"  - Rock Mafia
27. "Energy" - Spank Rock
28. "Hold On" - The Chain Gang Of 1974
29. "Thousand Answers" - The Hives
30. "City" - The Medics (Dutch band) (en)
31. "Punching in a Dream" - The Naked and Famous
32. "Machu Picchu" - The Strokes
33. "Hands" - The Ting Tings
34. "Wreckin' Bar (Ra Ra Ra)" - The Vaccines
35. "Stargazer" - Thievery Corporation
36. "La Campana" -	Tittsworth and Alvin Risk / Maluca
37. "Will Do" - TV on the Radio
38. "Drownin'" - Tying Tiffany

## Accueil
FIFA 12 a été très bien accueilli de la part des principales publications vidéoludiques et généralistes. Une moyenne générale de 90 sur 100 a été attribuée sur le site Metacritic pour les deux versions Xbox 360 et PlayStation 3,. Le Point acclame surtout le système défensif et la fluidité de jeu.